# La Lutte bretonne
La Lutte bretonne est un tableau réalisé par le peintre français Paul Sérusier entre 1890 et 1891. De format vertical, cette huile sur toile est une scène de genre qui représente deux garçons pratiquant le gouren devant un public majoritairement féminin, en Bretagne. Inspirée par Les Enfants luttant et Vision après le sermon, deux peintures de Paul Gauguin en 1888, l'œuvre présente une composition marquée par le sol jaune occupant sa moitié inférieure. Legs d'Henriette Boutaric en 1984, elle est conservée au musée d'Orsay, à Paris.

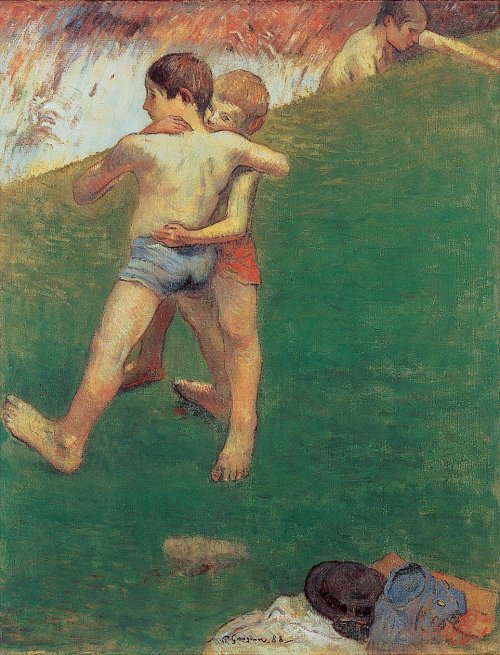
Paul Gauguin, Les Enfants luttant, 1888 – Louvre Abou Dabi, Abou Dabi.
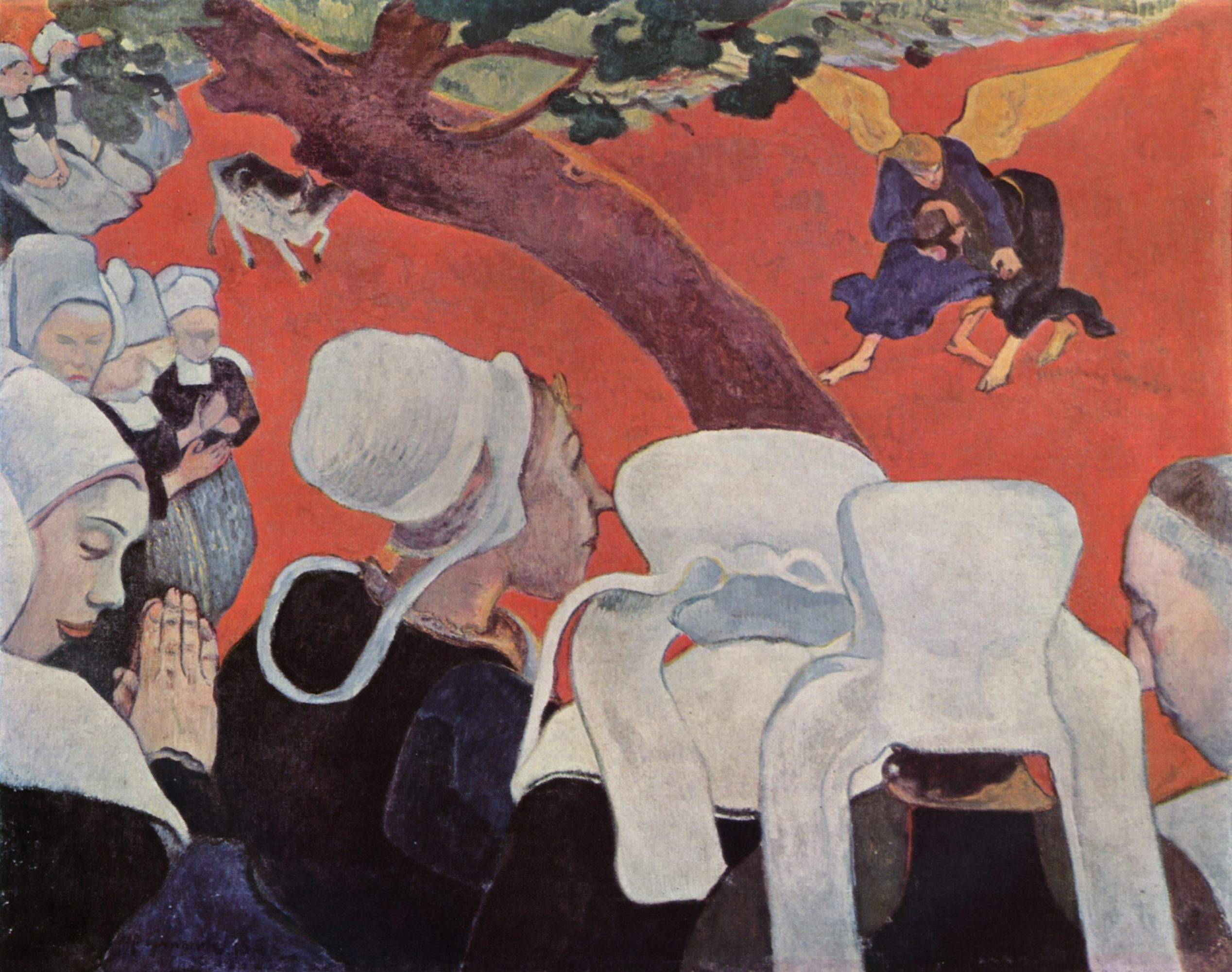
Paul Gauguin, Vision après le sermon, 1888 – Galerie nationale d'Écosse, Édimbourg.